# Рубі-де-Бракамонте
Рубі-де-Бракамонте (ісп. Rubí de Bracamonte) — муніципалітет в Іспанії, у складі автономної спільноти Кастилія-і-Леон, у провінції Вальядолід. Населення — 280 осіб (2010).
Муніципалітет розташований на відстані близько 140 км на північний захід від Мадрида, 50 км на південь від Вальядоліда.

## Демографія
Динаміка населення (INE ):